# Kaltenbachiella spinosa
Kaltenbachiella spinosa är en insektsart. Kaltenbachiella spinosa ingår i släktet Kaltenbachiella och familjen långrörsbladlöss. Inga underarter finns listade i Catalogue of Life.